# Giải vô địch bóng đá U-17 thế giới 1999
Giải vô địch bóng đá U-17 thế giới 1999, là giải đấu lần thứ 8 của Giải vô địch bóng đá U-17 thế giới, được tổ chức tại các thành phố Auckland, Christchurch, Napier, và Dunedin tại New Zealand từ ngày 10 đến ngày 27 tháng 11 năm 1999. Các cầu thủ sinh sau ngày 1 tháng 1 năm 1982 đủ điều kiện tham gia giải đấu. Đây là giải đấu đầu tiên của FIFA được tổ chức tại một quốc gia ở Quần đảo Thái Bình Dương.

## Địa điểm
| Auckland                          | Napier           | Christchurch                       | Dunedin          |
| --------------------------------- | ---------------- | ---------------------------------- | ---------------- |
| Sân vận động North Harbour        | McLean Park      | Sân vận động Nữ hoàng Elizabeth II | Carisbrook       |
| Sức chứa: 25,000                  | Sức chứa: 21,000 | Sức chứa: 20,000                   | Sức chứa: 29,000 |
|                                   |                  |                                    |                  |
| AucklandNapierChristchurchDunedin |                  |                                    |                  |

Thủ đô Wellington của New Zealand không được phân bổ bất kỳ trận đấu nào vì địa điểm duy nhất của thành phố vào thời điểm đó - Athletic Park - không được FIFA xem là đủ tiêu chuẩn để tổ chức các trận đấu.

## Các đội tuyển
| Liên đoàn                               | Giải đấu loại                                 | Các đội tuyển vượt qua vòng loại |
| --------------------------------------- | --------------------------------------------- | -------------------------------- |
| AFC (châu Á)                            | Giải vô địch bóng đá U-17 châu Á 1998         | Thái Lan · Qatar                 |
| CAF (Africa)                            | Giải vô địch bóng đá U-17 châu Phi 1999       | Ghana · Burkina Faso1 · Mali ·   |
| CONCACAF (Bắc, Trung Mỹ và Vùng Caribe) | Giải vô địch bóng đá U-17 CONCACAF 1999       | Jamaica1 · México · Hoa Kỳ       |
| CONMEBOL (Nam Mỹ)                       | Giải vô địch bóng đá U-17 Nam Mỹ 1999         | Brasil · Paraguay1 · Uruguay     |
| OFC (châu Đại Dương)                    | Chủ nhà                                       | New Zealand                      |
| OFC (châu Đại Dương)                    | Giải vô địch bóng đá U-17 châu Đại Dương 1999 | Úc2                              |
| UEFA (châu Âu)                          | Giải vô địch bóng đá U-16 châu Âu 1999        | Tây Ban Nha · Ba Lan · Đức       |

1.^ Các đội tuyển lần đầu tiên tham dự.
2.^ Úc đủ điều kiện tham dự giải đấu sau hai trận play-off lượt đi với Bahrain, đội giành giải Ba của Giải vô địch bóng đá U-17 châu Á 1998.

## Vòng bảng

### Bảng A
| Đội         | ST | T | H | B | BT | BB | HS | Đ |
| ----------- | -- | - | - | - | -- | -- | -- | - |
| Hoa Kỳ      | 3  | 2 | 1 | 0 | 4  | 2  | +2 | 7 |
| Uruguay     | 3  | 1 | 1 | 1 | 6  | 2  | +4 | 4 |
| New Zealand | 3  | 1 | 0 | 2 | 3  | 8  | −5 | 3 |
| Ba Lan      | 3  | 0 | 2 | 1 | 3  | 4  | −1 | 2 |

| New Zealand  | 1–2      | Hoa Kỳ                     |
| ------------ | -------- | -------------------------- |
| Mulligan 16' | Chi tiết | Thompson 69' · Donovan 74' |

| Uruguay     | 1–1      | Ba Lan    |
| ----------- | -------- | --------- |
| Alvarez 46' | Chi tiết | Madej 51' |

| New Zealand | 0–5      | Uruguay                                                             |
| ----------- | -------- | ------------------------------------------------------------------- |
|             | Chi tiết | Lapolla 42' · Peralta 45+1' · Leal 63' · Martinez 71' · Meneses 77' |

| Hoa Kỳ              | 1–1      | Ba Lan            |
| ------------------- | -------- | ----------------- |
| Donovan 89' (ph.đ.) | Chi tiết | Madej 43' (ph.đ.) |

| Ba Lan           | 1–2      | New Zealand               |
| ---------------- | -------- | ------------------------- |
| Mierzejewski 88' | Chi tiết | Mulligan 53' · Pearce 64' |

| Hoa Kỳ     | 1–0      | Uruguay |
| ---------- | -------- | ------- |
| Onyewu 90' | Chi tiết |         |

### Bảng B
| Đội         | ST | T | H | B | BT | BB | HS  | Đ |
| ----------- | -- | - | - | - | -- | -- | --- | - |
| Ghana       | 3  | 2 | 1 | 0 | 12 | 2  | +10 | 7 |
| México      | 3  | 2 | 0 | 1 | 5  | 4  | +1  | 6 |
| Tây Ban Nha | 3  | 1 | 1 | 1 | 7  | 2  | +5  | 4 |
| Thái Lan    | 3  | 0 | 0 | 3 | 1  | 17 | −16 | 0 |

| Ghana       | 1–1      | Tây Ban Nha |
| ----------- | -------- | ----------- |
| Atiku 45+2' | Chi tiết | Mario 90+7' |

| México                                                        | 4–0      | Thái Lan |
| ------------------------------------------------------------- | -------- | -------- |
| Estrada 7' · Galindo 38' · Gustavo Ramírez 53' · Grijalva 76' | Chi tiết |          |

| Tây Ban Nha                                                    | 6–0      | Thái Lan |
| -------------------------------------------------------------- | -------- | -------- |
| Aitor 35', 44', 90+1' · Crusat 42' · Ernesto 45+1' · Aspas 80' | Chi tiết |          |

| Ghana                             | 4–0      | México |
| --------------------------------- | -------- | ------ |
| Lamptey 38', 75' · Atiku 71', 89' | Chi tiết |        |

| Thái Lan   | 1–7      | Ghana                                                        |
| ---------- | -------- | ------------------------------------------------------------ |
| Suriya 62' | Chi tiết | Dong-Bortey 7', 16', 50' · Addo 22', 28', 52' · Obodai 90+1' |

| Tây Ban Nha | 0–1      | México      |
| ----------- | -------- | ----------- |
|             | Chi tiết | Vallejo 38' |

### Bảng C
| Đội    | ST | T | H | B | BT | BB | GD | Đ |
| ------ | -- | - | - | - | -- | -- | -- | - |
| Úc     | 3  | 2 | 0 | 1 | 4  | 3  | +1 | 6 |
| Brasil | 3  | 1 | 2 | 0 | 2  | 1  | +1 | 5 |
| Đức    | 3  | 0 | 2 | 1 | 1  | 2  | −1 | 2 |
| Mali   | 3  | 0 | 2 | 1 | 0  | 1  | −1 | 2 |

| Brasil                               | 2–1      | Úc              |
| ------------------------------------ | -------- | --------------- |
| Marquinhos 31' · Carlos Henrique 66' | Chi tiết | MacAllister 81' |

| Mali | 0–0      | Đức |
| ---- | -------- | --- |
|      | Chi tiết |     |

| Úc                                 | 2–1    | Đức     |
| ---------------------------------- | ------ | ------- |
| Cansdell-Sherriff 66' · Byrnes 70' | Report | Haas 9' |

| Brasil | 0–0      | Mali |
| ------ | -------- | ---- |
|        | Chi tiết |      |

| Đức | 0–0      | Brasil |
| --- | -------- | ------ |
|     | Chi tiết |        |

| Úc           | 1–0      | Mali |
| ------------ | -------- | ---- |
| McDonald 23' | Chi tiết |      |

### Bảng D
| Đội          | ST | T | H | B | BT | BB | HS  | Đ |
| ------------ | -- | - | - | - | -- | -- | --- | - |
| Paraguay     | 3  | 2 | 1 | 0 | 9  | 2  | +7  | 7 |
| Qatar        | 3  | 2 | 0 | 1 | 6  | 3  | +3  | 6 |
| Burkina Faso | 3  | 1 | 1 | 1 | 4  | 4  | 0   | 4 |
| Jamaica      | 3  | 0 | 0 | 3 | 0  | 10 | −10 | 0 |

| Jamaica | 0–1      | Burkina Faso |
| ------- | -------- | ------------ |
|         | Chi tiết | Compaore 12' |

| Paraguay                | 2–0      | Qatar |
| ----------------------- | -------- | ----- |
| Fretes 37' · Guzman 57' | Chi tiết |       |

| Burkina Faso | 1–2      | Qatar                  |
| ------------ | -------- | ---------------------- |
| Kabore 57'   | Chi tiết | Hamza 16' (ph.đ.), 37' |

| Jamaica | 0–5      | Paraguay                                                               |
| ------- | -------- | ---------------------------------------------------------------------- |
|         | Chi tiết | Ferreira 11' · Da Silva 15', 80' (ph.đ.) · Cabrera 30' · Figueredo 43' |

| Qatar                                            | 4–0      | Jamaica |
| ------------------------------------------------ | -------- | ------- |
| Hamza 52', 63' · Abdulrahman 69' · Mubarak 90+1' | Chi tiết |         |

| Burkina Faso       | 2–2      | Paraguay                  |
| ------------------ | -------- | ------------------------- |
| Ouedraogo 50', 53' | Chi tiết | Cabrera 4' · Ferreira 45' |

## Vòng đấu loại trực tiếp
|  | Tứ kết                   | Tứ kết               |                          |       | Bán kết       | Bán kết       |  |  | Chung kết | Chung kết |
|  |                          |                      |                          |       |               |               |  |  |           |           |
|  | 20 tháng 11–Auckland     |                      |                          |       |               |               |  |  |           |           |
|  |                          |                      |                          |       |               |               |  |  |           |           |
|  | Hoa Kỳ                   | 3                    |                          |       |               |               |  |  |           |           |
|  | Hoa Kỳ                   | 3                    | 24 tháng 11–Christchurch |       |               |               |  |  |           |           |
|  | México                   | 2                    |                          |       |               |               |  |  |           |           |
|  | México                   | 2                    | Hoa Kỳ                   | 2 (6) |               |               |  |  |           |           |
|  | 21 tháng 11–Christchurch |                      | Hoa Kỳ                   | 2 (6) |               |               |  |  |           |           |
|  |                          | Úc (pen.)            | 2 (7)                    |       |               |               |  |  |           |           |
|  | Úc                       | Úc (pen.)            | 2 (7)                    | 1     |               |               |  |  |           |           |
|  | Úc                       |                      | 27 tháng 11–Auckland     | 1     |               |               |  |  |           |           |
|  | Qatar                    | 0                    |                          |       |               |               |  |  |           |           |
|  | Qatar                    | 0                    | Úc                       | 0 (7) |               |               |  |  |           |           |
|  | 20 tháng 11–Napier       |                      | Úc                       | 0 (7) |               |               |  |  |           |           |
|  |                          | Brasil (pen.)        | 0 (8)                    |       |               |               |  |  |           |           |
|  | Ghana (a.e.t.)           | Brasil (pen.)        | 0 (8)                    | 3     |               |               |  |  |           |           |
|  | Ghana (a.e.t.)           | 24 tháng 11–Auckland |                          | 3     |               |               |  |  |           |           |
|  | Uruguay                  | 2                    |                          |       |               |               |  |  |           |           |
|  | Uruguay                  | 2                    | Ghana                    | 2 (2) |               |               |  |  |           |           |
|  | 21 tháng 11–Dunedin      |                      | Ghana                    | 2 (2) |               |               |  |  |           |           |
|  |                          | Brasil (pen.)        | 2 (4)                    |       | Tranh hạng ba | Tranh hạng ba |  |  |           |           |
|  | Paraguay                 | Brasil (pen.)        | 2 (4)                    | 1     | Tranh hạng ba | Tranh hạng ba |  |  |           |           |
|  | Paraguay                 |                      | 27 tháng 11–Auckland     | 1     |               |               |  |  |           |           |
|  | Brasil                   | 4                    |                          |       |               |               |  |  |           |           |
|  | Brasil                   | 4                    | Hoa Kỳ                   | 0     |               |               |  |  |           |           |
|  |                          |                      |                          |       |               |               |  |  |           |           |
|  | Ghana                    | 2                    |                          |       |               |               |  |  |           |           |
|  | Ghana                    | 2                    |                          |       |               |               |  |  |           |           |

### Tứ kết
| Hoa Kỳ                                 | 3–2      | México                 |
| -------------------------------------- | -------- | ---------------------- |
| Beasley 38' · Cila 43' · Beckerman 48' | Chi tiết | Vallejo 2' · Yañez 70' |

| Úc           | 1–0      | Qatar |
| ------------ | -------- | ----- |
| Di Iorio 55' | Chi tiết |       |

| Ghana                                 | 3–2 (s.h.p.) | Uruguay               |
| ------------------------------------- | ------------ | --------------------- |
| Addo 35', 107' · Novegil 45+1' (l.n.) | Chi tiết     | Olivera 9' · Leal 65' |

| Paraguay     | 1–4      | Brasil                             |
| ------------ | -------- | ---------------------------------- |
| Da Silva 42' | Chi tiết | Léo Macaé 26', 37', 56' · Caca 90' |

### Bán kết
| Hoa Kỳ                                                                  | 2–2 (s.h.p.) | Úc                                                                                       |
| ----------------------------------------------------------------------- | ------------ | ---------------------------------------------------------------------------------------- |
| Donovan 36' · Onyewu 52'                                                | Chi tiết     | Byrnes 2' · McDonald 35'                                                                 |
| Loạt sút luân lưu                                                       |              |                                                                                          |
| Donovan · Beasley · Convey · Akwari · Thompson · Gregorio · Yi · Cutler | 6–7          | Byrnes · Di Iorio · Cansdell-Sherriff · Srhoj · North · MacAllister · Goulding · Kennedy |

| Ghana                                   | 2–2 (s.h.p.) | Brasil                                                    |
| --------------------------------------- | ------------ | --------------------------------------------------------- |
| Lamptey 66' · Addo 81'                  | Chi tiết     | Léo Macaé 26' · Tetteh 28' (l.n.)                         |
| Loạt sút luân lưu                       |              |                                                           |
| Essien · Dong-Bortey · Obodai · Nkrumah | 2–4          | Léo Macaé · Marquinhos · Eduardo Costa · Walker · Ricardo |

### Tranh hạng ba
| Hoa Kỳ | 0–2      | Ghana                  |
| ------ | -------- | ---------------------- |
|        | Chi tiết | Pimpong 35' · Addo 84' |

### Chung kết
| Úc                                                                                     | 0–0 (s.h.p.) | Brasil                                                                                                  |
| -------------------------------------------------------------------------------------- | ------------ | --- |
|                                                                                        | Chi tiết     | |
| Loạt sút luân lưu                                                                      |              | |
| Byrnes · Di Iorio · Srhoj · Madaschi · North · MacAllister · Goulding · Kennedy · Fyfe | 7–8          | Léo Macaé · Marquinhos · Eduardo Costa · Walker · Ricardo · Léo Lima · Bruno Leite · Souza · Wellington |

## Vô địch
| Giải vô địch bóng đá U-17 thế giới 1999 |
| --------------------------------------- |
| · Brasil · Lần thứ 2                    |

## Giải thưởng
| Chiếc giày vàng | Quả bóng vàng  | Giải phong cách FIFA |
| --------------- | -------------- | -------------------- |
| Ishmael Addo    | Landon Donovan | México               |

## Cầu thủ ghi bàn
Ishmael Addo của Ghana đã giành giải thưởng Chiếc giày vàng khi ghi được bảy bàn thắng. Tổng cộng có 59 cầu thủ khác nhau đã ghi được 93 bàn thắng, trong đó có hai bàn phản lưới nhà.
7 bàn
- Ishmael Addo

4 bàn
- Leonardo Santiago
- Waleed Hamza

3 bàn
- Bernard Dong Bortey
- Ibrahim Atiku
- Nathaniel Lamptey
- Alejandro Da Silva
- Aitor Gómez
- Landon Donovan

2 bàn
- Mark Byrnes
- Scott McDonald
- Issaka Ouedraogo
- Hector Vallejo
- Dave Mulligan
- Daniel Ferreira
- Víctor Cabrera
- Lukasz Madej
- Oguchi Onyewu
- Sergio Leal

1 bàn
- Dylan MacAllister
- Joe Di Iorio
- Shane Cansdell-Sherriff
- Caca
- Carlos Henrique
- Marcos Roberto
- Djibril Compaoré
- Ibrahim Kabore
- Leonhard Haas
- Anthony Obodai
- Razak Pimpong
- Aarón Galindo
- Felix Grijalva
- Gustavo Ramírez
- Juan Estrada
- Yared Yanez
- Allan Pearce
- Diego Figueredo
- Tomas Guzman
- Walter Fretes
- Łukasz Mierzejewski
- Albert Crusat
- Ernesto
- Jonathan Aspas
- Mario
- Suriya Amatawech
- Abe Thompson
- DaMarcus Beasley
- Jordan Cila
- Kyle Beckerman
- Alvaro Meneses
- Horacio Peralta
- Miguel Lapolla
- Ruben Olivera
- Sebastian Alvarez
- Williams Martínez

Bàn phản lưới nhà
- Stephen Tetteh (trong trận gặp Brasil)
- Gonzalo Novegil (trong trận gặp Ghana)

## Bảng xếp hạng giải đấu
| VT                  | Đội          | ST | T | H | B | BT | BB | HS  | Đ  |
| ------------------- | ------------ | -- | - | - | - | -- | -- | --- | -- |
| 1                   | Brasil       | 6  | 2 | 4 | 0 | 8  | 4  | +4  | 10 |
| 2                   | Úc           | 6  | 3 | 2 | 1 | 7  | 5  | +2  | 11 |
| 3                   | Ghana        | 6  | 4 | 2 | 0 | 19 | 6  | +13 | 14 |
| 4                   | Hoa Kỳ       | 6  | 3 | 2 | 1 | 9  | 8  | +1  | 11 |
| Bị loại ở tứ kết    |              |    |   |   |   |    |    |     |    |
| 5                   | Paraguay     | 4  | 2 | 1 | 1 | 10 | 6  | +4  | 7  |
| 6                   | Qatar        | 4  | 2 | 0 | 2 | 6  | 4  | +2  | 6  |
| 7                   | México       | 4  | 2 | 0 | 2 | 7  | 7  | 0   | 6  |
| 8                   | Uruguay      | 4  | 1 | 1 | 2 | 8  | 5  | +3  | 4  |
| Bị loại ở vòng bảng |              |    |   |   |   |    |    |     |    |
| 9                   | Tây Ban Nha  | 3  | 1 | 1 | 1 | 7  | 2  | +5  | 4  |
| 10                  | Burkina Faso | 3  | 1 | 1 | 1 | 4  | 4  | 0   | 4  |
| 11                  | New Zealand  | 3  | 1 | 0 | 2 | 3  | 8  | −5  | 3  |
| 12                  | Ba Lan       | 3  | 0 | 2 | 1 | 3  | 4  | −1  | 2  |
| 13                  | Đức          | 3  | 0 | 2 | 1 | 1  | 2  | −1  | 2  |
| 14                  | Mali         | 3  | 0 | 2 | 1 | 0  | 1  | −1  | 2  |
| 15                  | Jamaica      | 3  | 0 | 0 | 3 | 0  | 10 | −10 | 0  |
| 16                  | Thái Lan     | 3  | 0 | 0 | 3 | 1  | 17 | −16 | 0  |